# What’s Your Name
"What's Your Name" - singiel z albumu Here I Stand amerykańskiego wokalisty Ushera. Gościnnie w utworze wystąpił will.i.am.

## Lista utworów
Wersja australijska
1. "What's Your Name" (featuring will.i.am) (album version)
2. "What's Your Name" (instrumentalny)
3. "What's Your Name" (Techno Dance Mix)
4. "Hush"